# Occidryas aurilacus
Occidryas aurilacus är en fjärilsart som beskrevs av Gunder 1928. Occidryas aurilacus ingår i släktet Occidryas och familjen praktfjärilar. Inga underarter finns listade i Catalogue of Life.